# Гюнтер Шварцкопфф
Гюнтер Шварцкопфф (нім. Günter Schwartzkopff; 5 серпня 1898, Форбах, Німецька імперія — 14 травня 1940, Ле-Шене, Франція) — німецький льотчик-бомбардувальник, генерал-майор люфтваффе. Кавалер Лицарського хреста Залізного хреста.

## Біографія
Після початку Першої світової війни 2 жовтня 1914 року вступив в 47-й піхотний полк; був важко поранений під Верденом. З серпня 1916 по січень 1917 року пройшов льотну підготовку в 8-му запасному авіазагоні. З січня 1917 року — льотчик 4-го, з листопада 1917 року — 13-го авіазагону. Після демобілізації армії залишений в рейхсвері, служив в піхоті. З 1 червня 1933 року — референт Імперського військового міністерства. 1 вересня 1933 року переведений в люфтваффе і призначений референтом відділу LP III Управління особового складу Імперського міністерства авіації. З 1 жовтня 1933 року — інструктор льотної школи в Нойруппіні, з 1 грудня 1934 року — в Целле, з 1 квітня 1935 року — її начальник. Один з творців штурмової авіації люфтваффе. З 1 жовтня 1936 року — командир 1-ї групи 165-ї бомбардувальної ескадри і комендант авіабази в Кіцінгені. У складі легіону «Кондор» брав участь у Громадянській війні в Іспанії. З 1 вересня 1937 року — командир 4-ї групи навчальної штурмової ескадри і комендант авіабази в Барті. 1 листопада 1938 року призначений командиром 165-ї, а 16 травня 1939 року — 77-ї штурмової ескадри. Учасник Польської і Французької кампаній. 14 травня 1940 року літак Шварцкопффа був збитий вогнем зенітної артилерії і він загинув.

## Звання
- Фанен-юнкер (2 жовтня 1914)
- Фенріх (14 липня 1915)
- Лейтенант без патенту (30 вересня 1915) — 15 квітня 1917 року отримав патент від 22 березня 1916 року.
- Оберлейтенант (31 липня 1925)
- Гауптман (1 лютого 1932)
- Майор (1 липня 1935)
- Оберстлейтенант (1 жовтня 1937)
- Оберст (1 квітня 1940)
- Генерал-майор (28 червня 1940; посмертно)

## Нагороди
- Залізний хрест 2-го і 1-го класу
- Нагрудний знак військового пілота (Пруссія)
- Королівський орден дому Гогенцоллернів, лицарський хрест з мечами
- Нагрудний знак «За поранення» в сріблі
- Пам'ятний знак пілота (Пруссія)
- Почесний хрест ветерана війни з мечами
- Нагрудний знак пілота
- Медаль «За вислугу років у Вермахті» 4-го, 3-го, 2-го і 1-го класу (25 років)
- Іспанський хрест в сріблі з мечами (6 червня 1939)
- Застібка до Залізного хреста 2-го і 1-го класу
- Авіаційна планка бомбардувальника в сріблі (посмертно)
- Лицарський хрест Залізного хреста (24 листопада 1940; посмертно)

## Вшанування пам'яті
В червні 1965 року на честь Шварцкопффа була названа казарма авіаційного училища в Гамбурзі. В червні 1994 року казарми були перейменовані на честь генерал-лейтенанта бундесверу графа Вольфа фон Баудіссіна, натомість на честь Шварцкопффа був названий лекційний зал училища.